# Колизеум Хосе Мигел Агрелот
Колизеумът „Хосе Мигел Агрелот“ е най-голямата арена в Пуерто Рико, предназначена за забавления.
Има капацитет 18 500 души. Отваря врати на 4 септември 2004 г.